# Pietro Lombardi
Pietro Lombardi (Bari, 6 giugno 1922 – Bari, 5 ottobre 2011) è stato un lottatore italiano, campione olimpico ai Giochi di Londra 1948.
Fu scoperto da Pietro Sciannimanico e Fernando Lapalorcia, quest'ultimo maestro della palestra Angiulli. Nel 1938 venne incluso nella squadra di lotta della sua palestra. Piccolo di statura ma abile nella lotta greco-romana dal 1946 al 1954. Di classe notevole e di buona versatilità, ha combattuto anche come liberista eccellendo però nella lotta greco-romana. Oltre 50 le presenze in nazionale.
Il 5 agosto 1948 vinse la medaglia d'oro nella lotta greco-romana, categoria pesi mosca (fino a 52 kg), ai Giochi Olimpici di Londra. Partecipa alle Olimpiadi di Helsinki (1952) pesi gallo.

## Altri titoli
- Terzo ai Campionati del mondo (Stoccolma 1952) pesi mosca.
- Terzo ai Campionati del mondo (Karlsruhe 1955) pesi gallo.
- Vincitore torneo internazionale (Genova 1951) pesi gallo.
- Vincitore Giochi Mediterraneo 1950 pesi gallo.

Nove titoli italiani:
- Lotta greco-romana 1946 pesi gallo
- Lotta greco-romana 1947 pesi mosca
- Lotta greco-romana 1948 pesi gallo
- Lotta greco-romana 1949 pesi gallo
- Lotta greco-romana 1950 pesi gallo
- Lotta greco-romana 1952 pesi gallo
- Lotta greco-romana 1949 pesi gallo
- Lotta stile libero 1947 pesi gallo
- Lotta stile libero 1949 pesi gallo
- Lotta stile libero 1951 pesi gallo

Le vittorie
- 1942 Pulheim -Germania
- 1942 Laca -Slovacchia
- 1943 Laca -Slovacchia
- 1947 Kok -Turchia
- 1947 Horvath - Ungheria
- 1947 Zeman -Cecoslovacchia
- 1948 Barniczhy -Ungheria
- 1948 Tobory -Ungheria
- 1948 Thomsen -Danimarca
- 1948 Abrelaal -Egitto
- 1948 Kangasmakey -Finlandia
- 1948 Moller -Svezia
- 1948 Olkay -Turchia
- 1949 Akar -Turchia
- 1949 Buemberger -Austria
- 1949 Thevenot -Francia
- 1949 Gomez -Spagna
- 1950 Brunettini -Francia
- 1950 Faure -Francia
- 1950 Akar -Turchia
- 1950 Melik Eren -Turchia
- 1950 Alroe -Danimarca
- 1950 Mobultac -Jugoslavia
- 1950 Chehab -Libano
- 1950 Centon -Svizzera
- 1950 Johansson -Finlandia
- 1951 Kivecas  -Finlandia
- 1952 Biris -Grecia
- 1952 Gerondis -Grecia
- 1952 Hafez -Egitto
- 1952 Centon -Svizzera
- 1955 Papanicolaius -Grecia